# Cowboys & Aliens
Cowboys & Aliens és una pel·lícula de ciència-ficció western d'acció estatunidenca de 2011 dirigida per Jon Favreau i protagonitzada per Daniel Craig, Harrison Ford, Olivia Wilde, Sam Rockwell, Adam Beach, Paul Dano i Noah Ringer. La pel·lícula està basada en la novel·la gràfica del 2006 de Platinum Studios del mateix nom creada per Scott Mitchell Rosenberg. La trama gira al voltant d'un proscrit amnèsic (Craig), un ramader ric (Ford) i una misteriosa viatgera (Wilde) que s'han d'aliar per salvar un grup de gent del poble abduïts per extraterrestres. El guió va ser escrit per Roberto Orci, Alex Kurtzman, Damon Lindelof, Mark Fergus i Hawk Ostby, basat en una història de la pantalla dels dos últims juntament amb Steve Oedekerk. La pel·lícula va ser produïda per Brian Grazer, Ron Howard, Kurtzman, Orci i Rosenberg, amb Steven Spielberg i Favreau com a productors executius.
El projecte va començar a desenvolupar-se l'abril de 1997, quan Universal Pictures i DreamWorks Pictures van comprar els drets de la pel·lícula d'un concepte proposat per Rosenberg, antic president de Malibu Comics, que va descriure com una novel·la gràfica en desenvolupament. Després de la publicació de la novel·la gràfica el 2006, el desenvolupament de la pel·lícula es va començar de nou, i Favreau va signar com a director el setembre de 2009. Amb un pressupost de 163 milions de dòlars, el rodatge de Cowboys & Aliens va començar el juny de 2010, a Nou Mèxic i Califòrnia. Malgrat la pressió de l'estudi per estrenar la pel·lícula en 3-D, Favreau va optar per filmar tradicionalment i en format anamòrfic (foto panoràmica en pel·lícula de 35 mm estàndard per fomentar una "sensació de pel·lícula clàssica". Es van prendre mesures per mantenir un element western seriós malgrat el títol i la premissa "inherentment còmic" de la pel·lícula. Els extraterrestres de la pel·lícula van ser dissenyats per ser "cools i captivadors", amb alguns detalls, com ara un fong que creix a les seves ferides, creat per representar les criatures com a homes de frontera enfrontant-se a l'adversitat en un lloc desconegut.
Cowboys & Aliens es va estrenar a la 2011 San Diego Comic-Con i va ser estrenada als cinemes dels Estats Units per Universal Pictures el 29 de juliol de 2011, i Paramount Pictures va ajudar amb llançaments internacionals. Es va considerar que la pel·lícula va ser una decepció financera, amb 174,8 milions de dòlars en ingressos de taquilla amb un pressupost de 163 milions de dòlars. Cowboys & Aliens va rebre crítiques diverses, amb la crítica generalment lloant la seva interpretació i els seus efectes especials, però criticant el guió i el to.

## Sinopsi
El 1873, al territori d'Arizona, un home solitari sense nom (Daniel Craig) es desperta ferit al desert, sense memòria i amb un braçalet de metall estrany al canell. Després de matar tres rodamons que tracten de matar-lo, pren la seva roba, armes i un cavall. S'endinsa en el petit poble d'Absolution, on el predicador local Meacham (Clancy Brown) tracta la seva ferida. Després que l'estrany sotmet a Percy Dolarhyde (Paul Dano), un borratxo volàtil que ha estat terroritzant a la ciutat, l'agutzil Taggart (Keith Carradine) immediatament arresta Percy per disparar-li accidentalment a un agent federal i és enviat a presó, no obstant això amb només col·locar a Percy en la cel·la de la presó, immediatament reconeix a l'estrany que va detenir a Percy amb un cartell des busca en la seva oficina com Jake Lonergan, un conegut bandit de la zona buscat pels federals, i intenta arrestar-lo. Mentrestant en un camp de ramat propietat del Coronel Dolarhyde, un dels treballadors que estava en estat d'ebrietat els diu als seus companys sobre els maltractaments del seu cap, però quan es dirigeix al riu per a anar a fer les seves necessitats, una llum encegadora juntament amb una explosió causen que aquest caigui al riu, però quan surt del mateix observa que els seus companys i tot el bestiar que tenien acumulat del seu cap havien desaparegut sense deixar rastre degut a l'explosió. Retornat al poble Jake colpeja a la colla enviada per Taggart i al mateix per a portar-l'ho arrestat i escapa, però una misteriosa dona anomenada Ella Swenson (Olivia Wilde) el colpeja amb una cadira i el deixa inconscient.

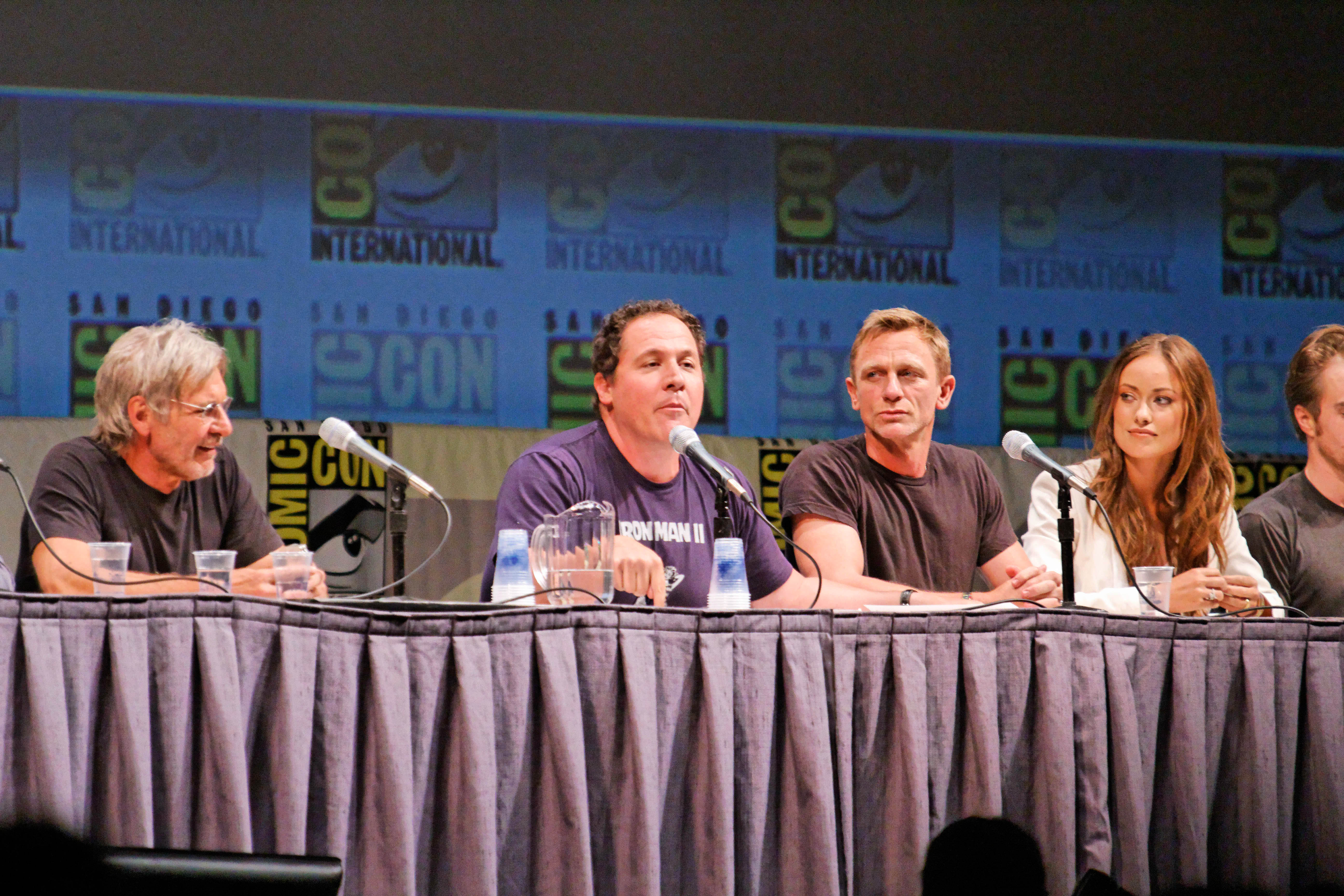
Harrison Ford, Jon Favreau, Daniel Craig i Olivia Wilde promocionant la pel·lícula a la San Diego Comic-Con del 2010

Aquesta nit el pare de Percy, el coronel Woodrow Dolarhyde (Harrison Ford), un ramader ric i despietat, arriba amb els seus homes i demanda a Taggart que alliberi Percy. Ell veu a Jake i també exigeix que sigui alliberat, ja que Jake va ser el que va robar l'or de Dolarhyde. Durant l'enfrontament, diverses naus alienígenes ataquen la ciutat. Percy, l'agutzil i molts altres habitants del poble són agarrats amb llargs fuets de les naus alienígenes i són segrestats. El braçalet de Jake s'activa i es converteix en una arma (un canó de plasma), derroca una de les naus d'un sol tir, donant principi a la trama.

## Repartiment
- Daniel Craig com Jake Lonergan.
- Harrison Ford com Coronel Woodrow Dolarhyde.
- Olivia Wilde com Ella.
- Sam Rockwell com Doc.
- Paul Dano com Percy Dolarhyde.
- Clancy Brown com reverend Meacham.
- Noah Ringer com Emmet.
- Adam Beach com Nat Colorado.
- Ana de la Reguera com María.
- David O'Hara com Pat Dolan, antic membre de la banda de Lonergan.
- Toby Huss com Roy Murphy.
- Raoul Trujillo com Black Knive, el cap chiricahua.
- Paul Ortega com Homre Medicina Apatxe.
- Wyatt Russell com el petit Mickey.

## Taquilla
El dia de l'estrena de Cowboys & Aliens, les estimacions mostraven que el seu dia d'obertura la recaptació bruta va ser de 13,0 milions de dòlars i va quedar en segon lloc després d' Els barrufets que va recaptar 13,3 milions de dòlars. Això es va considerar una sorpresa, ja que s'esperava que Cowboys & Aliens fos el clar guanyador del cap de setmana. Les estimacions van mostrar llavors Cowboys & Aliens i Els Barrufets va empatar al primer lloc del cap de setmana amb 36,2 milions de dòlars cadascun. Tanmateix, quan es van anunciar els resultats reals del cap de setmana, "Cowboys & Aliens" va guanyar el cap de setmana amb 36,4 milions de dòlars només superant Els Barrufets, que va recaptar 35,6 milions de dòlars. La pel·lícula va recaptar 100.240.551 dòlars als Estats Units i al Canadà (la convertint en la 500a pel·lícula nacional de 100 milions de dòlars)) així com 74.581.774 $ a nivell internacional, el que va elevar el seu total mundial a 174.822.325 $. Amb el seu alt cost, la pel·lícula va ser una fracàs financer, i Los Angeles Times va enumerar la pel·lícula el 2014 com un dels més grans fracassos de taquilla de tots els temps.

## Crítiques
Cowboys & Aliens va rebre crítiques diverses de la crítica. A Rotten Tomatoes, la pel·lícula té una puntuació d'aprovació de 44 % basada en 257 ressenyes amb una valoració mitjana de 5.6/10. El consens crític del lloc diu: "Daniel Craig i Harrison Ford són tan atractius com sempre, però els decepciona la incapacitat del director Jon Favreau per suavitzar els canvis tonals discordants de Cowboys & Aliens". A Metacritic, la pel·lícula té una puntuació de 50 sobre 100 basada en 41 crítics, que indica "crítiques mixtes o mitjanes". Públics enquestats per CinemaScore va donar a la pel·lícula una nota mitjana de "B" en una escala d'A+ a F.
Kirk Honeycutt de The Hollywood Reporter va elogiar la pel·lícula, dient: "Sona estrany al paper, però a la pantalla, Cowboys and Aliens fan música bonica i divertida junts". Honeycutt va creure que l'èxit de la barreja d'extraterrestres i temes western de la pel·lícula es va deure a "la determinació de tots els implicats d'interpretar la maleïda cosa directament. Fins i tot la més mínima tonteria, el més petit toc de camp, i tot això voldria alt. Però no ho fa". Va criticar els alienígenes, que va dir que "no puntuen com a personatges", existents com a "taques mòbils a les quals tireu en un videojoc". Peter Debruege de Variety es va fer ressò dels sentiments d'Honeycutt que el "potencial malestar" de la premissa es compensa amb el repartiment, especialment Craig, a través d'una "barreja de crueltat i sensibilitat". Va considerar que Wilde va tenir l'efecte contrari, afirmant que "apareix fora de lloc entre els seus coprotagonistes grisos". Debruge va valorar l'atenció prestada a les arrels dels dos gèneres, dient que "per sota de tots els efectes especials d'última generació batega un cor antic, un que premia els dos gèneres en joc" i va concloure que "un astut la combinació d'efectes CG i pràctics serveixen bé els elements de ciència-ficció, mentre que la gravació d'ubicacions i els ajustos d'època de Mary Zophres fan que el western es vegi millor." Nick Pinkerton de The Village Voice va dir que els elements westerns de la pel·lícula es van tractar "amb amor", però consideraven que els aspectes científics eren un "truc" i una "tarifa molt més estàndard" en comparació. Va afegir que "Ford, animat per roba vella, sembla que es diverteix davant d'una càmera per primera vegada en dècades".
Roger Ebert va donar a la pel·lícula tres estrelles de quatre, i va escriure que "a mesura que fan diners absurds, és ambiciosa i està ben feta. L'actuació del gran repartiment és d'un alt nivell, Craig i Ford van néixer més o menys en els seus papers, i el director Jon Favreau realment desenvolupa els seus personatges i els dona coses per fer, en lloc de plantejar-los davant d'efectes especials". Va lamentar que la pel·lícula no fos un western pur, i va dir dels extraterrestres: "[Hi] hi ha més suspens genuí quan [Percy Dolarhyde] comença a disparar la ciutat que quan apareixen innombrables alienígenes". Andrew O'Hehir de Salon va oferir una resposta mixta, afirmant que la pel·lícula estava ben feta i intel·ligent, i va destacar Craig i Ford per les seves actuacions. O'Hehir es va mostrar crític amb la combinació d'elements westerns i de ciència-ficció, anomenant-lo "un western mediocre soldat maldestrament a un shoot-'em-up alienígena mediocre".
Nick Schager de Slant va reaccionar negativament, afirmant que "Cowboys & Aliens amalgama gèneres amb una dedicació decidida a fer-ho tot maldestrament, procurant que cada escena sigui més inútil que la que l'ha precedida"; donant a la pel·lícula una estrella de cada quatre. Schager va continuar: "Els equipaments westerns de Cowboys & Aliens són […] tan falsos que són impressionants, amb cada mirada d'acer de l'home sense memòria de Craig, cada enfrontament entre el seu Jake i el canós Dolarhyde de Ford, i cada passeig a cavall amb silueta a través d'una gamma de posta de sol semblant una aproximació dèbil d'un gènere bàsic familiar... Les imatges de Favreau tenen una brillantor de superproducció inautèntica i suau, i els seus actors també es veuen afectats per un cas de postureig (la mirada de tipus silenciós afectat d'en Craig, el racisme brusc de Ford o les mirades en blanc i amb els ulls oberts de Wilde), no aconseguint fer una sola lectura o gest creïble."

## Premis
Cowboys & Aliens va rebre cinc nominacions. Als 39ns Premis Annie, la pel·lícula va ser nominada a Efectes animats en una producció d'acció en viu tant per a Gary Wu com per a Lee Uren, però va perdre davant Transformers: Dark of the Moon.
La cerimònia va tenir lloc el 4 de febrer de 2011. La pel·lícula va rebre nominacions de l'Art Directors Guild per a una pel·lícula de fantasia, en honor al dissenyador de producció Scott Chambliss, i per l'Actuació destacada d'un conjunt d'acrobàcies en una pel·lícula als 18ns Screen Actors Guild Awards, però va perdre amb Harry Potter i les relíquies de la Mort (Part 2) en ambdues cerimònies. Ford va rebre una nominació al Premi Saturn al millor actor secundari.